# Ouzouer-des-Champs
Ouzouer-des-Champs är en kommun i departementet Loiret i regionen Centre-Val de Loire strax norr Frankrikes mitt. Kommunen ligger i kantonen Lorris som tillhör arrondissementet Montargis. År 2022 hade Ouzouer-des-Champs 279 invånare.

## Befolkningsutveckling
Antalet invånare i kommunen Ouzouer-des-Champs
| Referens: INSEE |